# Dendrobium bifalce
Dendrobium bifalce är en orkidéart som beskrevs av John Lindley. Dendrobium bifalce ingår i släktet Dendrobium, och familjen orkidéer. Inga underarter finns listade i Catalogue of Life.